# Kråktjärnen (Gunnilbo socken, Västmanland, 663191-150783)
Kråktjärnen är en sjö i Skinnskattebergs kommun i Västmanland och ingår i Norrströms huvudavrinningsområde. Sjöns area är 0,02 kvadratkilometer och den är belägen 96 meter över havet.